# Artyleria (czasopismo)
ARTyleria (pełna nazwa i właściwy zapis: ARTyleria Studencki nieperiodyk kulturalny) − nieregularnik o charakterze literacko-społecznym założony przy Wydziale Filologicznym Uniwersytetu Śląskiego w Katowicach przez studentów i absolwentów tego wydziału i wydawany w latach 2001−2003.

## Historia
Pismo nie posiadało charakteru programowego, chociaż w ostatnim numerze pojawił się obszerny dział tematyczny: „Fantazja – wyobraźnia – wizyjność”. Redaktorzy ARTylerii w pierwszym numerze (grudzień 2001) profil czasopisma opisali następująco: „w samym założeniu jest publikacją złożoną z wielu tekstów różnych autorów, nienarzucającą żadnego z góry określonego profilu, czy tematyki”.
ARTyleria ukazywała się w latach 2001–2003. Stałe rubryki czasopisma: proza/poezja, muzyka, teatr, krytyka literacka, ludzie – ludzie.
Czasopismo ukazywało się w Internecie oraz jako wydanie papierowe w formacie A5 o objętości 100-150 stron w nakładzie 300-500 egz.
Czasopismo zostało zawieszone, a redaktorzy rozpoczęli współtworzenie innych sieciowych i papierowych projektów wydawniczych: serwis internetowy „ArtPapier”, blog krytycznoliteracki „Lo-Li-Ta” (2004–2005, wznowiony w 2007 r.) oraz pismo „Kursywa”.
Redaktorem naczelnym była Hanna Pradela, redaktorami działów i współpracownikami byli: Ryszard Chłopek, Wojciech Hanuszkiewicz, Anna Parot, Michał Buksa, Paweł Sarna, Agata Chłopek, Wojciech Rusinek, Rafał Szyma, Anna Dąbrowska i inni.
W piśmie, prócz redaktorów, publikowali m.in. Karol Maliszewski, Henryk Waniek, Radosław Kobierski, Marek Krystian Emanuel Baczewski, Tomasz Różycki, Eugeniusz Tkaczyszyn-Dycki, Edward Pasewicz.